# Acrasis
Acrasis — рід грибоподібних організмів родини Acrasiaceae. Назва вперше опублікована 1880 року.

## Класифікація
До роду Acrasis відносять 2 види:
- Acrasis granulata
- Acrasis rosea